# HD161704
HD161704 — хімічно пекулярна зоря спектрального класу F, що має видиму зоряну величину в смузі V приблизно  8,4.
Вона  розташована на відстані близько 230,7 світлових років від Сонця.